# 徐弼
徐弼（？—674年10月12日），隋唐曹州离狐（今山东省东明县）人，徐世勣的堂弟，徐盖的侄子。
徐弼的祖父徐元起，字山立，隋濮陽郡太守。父亲徐康，字德榮，譙郡太守。徐世勣被赐姓李，徐弼也被称为李弼。
李世勣与李弼特存友爱，闺门之内，肃若严君。李弼开始为晋州刺史。李世勣得病，唐高宗召李弼为司卫少卿，让他来探视。一日，李世勣忽然对李弼说：“我今天稍好些，可以设酒席共同高兴一番。”于是儿孙全都聚齐。酒席将散时，他对李弼说：“我自己知道病好不了，所以想与你们决别。你们不要悲伤哭泣，听我的安排。我看房玄龄、杜如晦、高季辅平生勤苦，才能树立门户，但被不肖子孙把家业败尽。我这些子孙现在全都托付给你。我的葬事完毕，你即搬进我家居住，抚养儿孙，仔细监察他们，凡有心志不端，结交行为不正之人的，都先打死，然后报我知道。”此后便不再说别的话了。李弼等遵行遗言。
咸亨五年（674年）二月壬午，派遣太子左庶子、同中书门下三品刘仁轨为鸡林道大总管，以讨新罗，令卫尉卿李弼、右领大将军李谨行为副手，发兵讨新罗。九月初八甲寅，卫尉卿李弼在宴所暴卒，唐高宗为之废酺一日。